# Charlton (Victoria)
Pour les articles homonymes, voir Charlton.
Charlton (1 072 habitants) est un village de l'État de Victoria en Australie situé à 245 km au nord-ouest de Melbourne. Il s'agit d'une petite communauté agricole à cheval sur la rivière Avoca, à la jonction de la Calder Highway () et de la Borung Highway () au pied des derniers contreforts de la cordillère australienne. Son emplacement, presque à mi-chemin entre Melbourne et Mildura, fait de Charlton un point de passage pour les touristes.

## Climat
| Mois                              | jan. | fév. | mars | avril | mai  | juin | jui. | août | sep. | oct. | nov. | déc. | année |
| --------------------------------- | ---- | ---- | ---- | ----- | ---- | ---- | ---- | ---- | ---- | ---- | ---- | ---- | ----- |
| Température minimale moyenne (°C) | 13,8 | 14,3 | 11,8 | 8,4   | 6    | 4,1  | 3,4  | 4    | 5,5  | 7,5  | 10   | 12,4 | 8,4   |
| Température maximale moyenne (°C) | 30,4 | 30,2 | 26,7 | 21,8  | 17,4 | 13,9 | 13,4 | 15   | 18   | 21,4 | 25,5 | 28,7 | 21,9  |
| Précipitations (mm)               | 24,3 | 27,2 | 28,3 | 32,2  | 42,7 | 48,1 | 43,2 | 45,2 | 42,6 | 41,8 | 28,4 | 26,8 | 430,8 |